# Perfect Dark (Nintendo 64)
Vous lisez un « article de qualité » labellisé en 2025.
Pour les articles homonymes, voir Perfect Dark (homonymie).
Perfect Dark est un jeu vidéo de tir à la première personne, développé et édité par Rare, et sorti sur Nintendo 64 en 2000. Premier opus de la série Perfect Dark, il suit les missions de l'agente secrète Joanna Dark au service du fictif Institut Carrington, qui tente de déjouer une conspiration orchestrée par la puissante entreprise rivale dataDyne. Le jeu propose un mode campagne dans lequel le joueur doit parcourir une série de niveaux pour progresser dans l'histoire, ainsi que plusieurs modes multijoueur, incluant un mode coopératif et des parties en match à mort.
Successeur spirituel du jeu GoldenEye 007, également développé par Rare, Perfect Dark en reprend de nombreuses caractéristiques. Bien que n'exploitant pas la licence James Bond, le jeu possède un gameplay similaire et utilise une version améliorée du moteur de jeu. Martin Hollis, directeur de GoldenEye 007, supervise la production durant les quatorze premiers mois de son développement avant de quitter Rare pour fonder Free Radical Design. Perfect Dark sort alors que la Nintendo 64 arrive en fin de vie, et c'est peut-être pour cette raison qu'il n'a pas connu le même succès que son prédécesseur, bien qu'il soit l'un des jeux les plus avancés techniquement sur cette console.
À sa sortie, Perfect Dark reçoit des critiques élogieuses et se vend relativement bien, intégrant finalement la sélection Choix des Joueurs de Nintendo. Les critiques saluent ses graphismes, son intelligence artificielle et son large éventail d'options multijoueur, mais certains pointent du doigt des ralentissements fréquents. Le jeu remporte un BAFTA Award et un Golden Satellite Award. Il est régulièrement cité parmi les meilleurs jeux de tous les temps.
Un jeu en 2D pour Game Boy Color, également nommé Perfect Dark, sort peu de temps après la version originale. Rare publie ensuite Perfect Dark Zero, préquelle de Perfect Dark comme l'un des titres de lancement pour la Xbox 360 en 2005. Un remaster, également nommé Perfect Dark, développé par 4J Studios et édité par Microsoft Game Studios, proposant des graphismes améliorés et un multijoueur en ligne, sort en 2010 sur Xbox Live Arcade.

## Trame
Perfect Dark se déroule dans un 2023 alternatif sur fond de guerre interstellaire entre deux races extraterrestres : les Maians, dont l'aspect s'inspire largement de la vision folklorique des « Petit-Gris », et les Skedars, des créatures reptiliennes qui utilisent un dispositif de camouflage pour apparaître sous forme humaine. Sur Terre, une rivalité oppose deux entreprises : l'Institut Carrington, un centre de recherche et développement fondé par Daniel Carrington qui dirige secrètement un groupe d'espionnage allié aux Maians ; et dataDyne, une entreprise d'armement dirigée par Cassandra de Vries et qui entretient des liens clandestins avec les Skedars.

Stéréotype de l'alien gris, source d'inspiration des Maians.

Le joueur incarne Joanna Dark, une agente de l'Institut Carrington dont les excellents résultats à l'entraînement lui ont valu le nom de code « Perfect Dark ». Lors de sa première mission, elle est envoyée exfiltrer un transfuge connu sous le nom de Dr Caroll après un appel au secours émis depuis les laboratoires souterrains situés sous la tour Lucerne, le siège social de dataDyne. Le Dr Caroll se révèle être l'IA créée par dataDyne, et s'inquiète de la mission pour laquelle elle a été conçue. Après cette exfiltration, Carrington est retenu captif dans sa villa privée par des soldats de dataDyne. Lorsque Joanna le sauve, elle découvre une conspiration menée de concert par dataDyne et les Skedars : ces derniers veulent voler une arme surpuissante d'une civilisation extraterrestre éteinte, située dans un vaisseau spatial échoué au fond de l'océan Pacifique, afin de l'utiliser pour éliminer les Maians. DataDyne accepte de les aider en échange de l'obtention d'assez de technologie pour faire d'eux la plus puissante entreprise de la planète. Bien que le président des États-Unis soit en danger, Carrington signale à Joanna qu'un vaisseau Maian a été abattu près de la Zone 51 et l'envoie secourir un protecteur Maian nommé Elvis.
Le président refusant de prêter le Pelagic II — un navire de recherche en eaux profondes — pour aller récupérer l'arme, dataDyne décide de le tuer et de le remplacer par un clone, avec l'aide de Trent Easton, le dirigeant de la NSA. Une équipe d'intervention envahit la base aérienne de laquelle l'Air Force One doit décoller. Lorsque Joanna déjoue cette attaque, la NSA et un groupe de Skedars camouflés prennent le contrôle de l'avion lui-même, qui s'écrase après que Joanna a tenté de détacher un appareil qui y était fixé. Ayant survécu à l'accident, Joanna sauve le véritable président après avoir éliminé son clone. L'incompétence de Trent exaspère les Skedars, qui le tuent. Sans autre option, dataDyne détourne le Pelagic II pour atteindre l'ancien vaisseau spatial. Cependant, le vaisseau contient une arme puissante capable de détruire une planète et les Skedars ont l'intention de la tester sur la Terre avant de l'utiliser contre le monde d'origine des Maians.
Joanna et Elvis suivent dataDyne jusqu'à l'ancien vaisseau spatial, où ils trouvent un Dr Caroll reprogrammé en train de déverrouiller l'arme. Joanna remplace sa personnalité actuelle par une sauvegarde de l'original, et le Dr Caroll restauré programme l'autodestruction de l'arme. Alors que Carrington et Joanna se préparent pour une réception présidentielle, les Skedars attaquent l'Institut Carrington et capturent Joanna. Dans l'espace, à bord d'un vaisseau spatial extraterrestre en route vers le monde d'origine des Skedars, Joanna se retrouve dans une cellule de détention avec Cassandra. Consciente d'avoir été manipulée, Cassandra se rachète en créant une diversion et en se sacrifiant. Cela permet à Joanna de se libérer. Avec l'aide d'Elvis, cette dernière prend le contrôle du vaisseau spatial et atterrit sur le monde d'origine des Skedars, où elle finit par vaincre le chef Skedar, laissant leur peuple en désarroi. Le jeu se termine avec Elvis et Joanna quittant la planète juste avant un bombardement orbital de la marine Maian.

## Système de jeu
En tant que jeu de tir à la première personne, Perfect Dark fait évoluer le joueur dans des environnements variés, plus ou moins linéaires, afin d'accomplir divers objectifs et en éliminant les ennemis sur sa route au moyen d'un grand nombre d'armes utilisables. Il est fréquemment décrit comme étant la « suite spirituelle » de GoldenEye 007, sorti en 1997. Bien que Perfect Dark ne se passe pas du tout dans l'univers de James Bond, son gameplay reste extrêmement similaire à son prédécesseur et garde le même moteur de jeu. Le jeu adopte une vue subjective et permet d’effectuer diverses actions : se pencher à gauche ou à droite, regarder en haut ou en bas, s’accroupir, ramper ou se laisser tomber d’une corniche. Contrairement à de nombreux FPS, le saut n’est pas disponible. L’interaction avec l’environnement s’effectue via un unique bouton contextuel, servant à activer des ordinateurs, actionner des ascenseurs ou ouvrir des portes. L’arsenal, illimité, comprend des armes de poing, des fusils d’assaut, des lance-roquettes, un fusil à pompe, un fusil de précision et des couteaux de combat. Chaque arme dispose d’une fonctionnalité secondaire, à savoir un mode de tir alternatif ou une aptitude spéciale. Par exemple, le K7 Avenger — un fusil d'assaut — peut détecter les menaces comme les explosifs. La plupart des armes possèdent un chargeur limité et nécessitent un rechargement après plusieurs tirs. Certaines peuvent être utilisées en double, une dans chaque main.
Perfect Dark propose un système de point de vie, qui diminue lorsque le joueur subit des attaques. Bien que le jeu ne comprenne pas d'objets de soin, les joueurs peuvent ramasser des boucliers qui ajoutent une jauge de protection supplémentaire. Les combats rapprochés permettent de désarmer l'adversaire, une mécanique utile pour voler des armes ou assommer des ennemis. Les dégâts sont localisés : une balle dans le torse inflige plus de dégâts qu'un tir sur un membre. Le niveau d'accueil du jeu, intitulé « mode Institut Carrington », propose plusieurs tutoriels et exercices d'entraînement. Le plus notable est le stand de tir, où les joueurs testent leur maîtrise des armes à travers divers défis. Au fil de la progression, des informations sur les lieux et personnages du jeu se débloquent, enrichissant l'expérience. De la même manière que dans certains jeux de la franchise Tomb Raider, l'environnement de tutoriel devient un niveau à part entière du mode solo, en se faisant attaquer par les troupes ennemies.

### Campagne
Perfect Dark propose un mode campagne où le joueur incarne Joanna Dark à travers une série de niveaux regroupés en missions. Chaque niveau impose la réalisation d'objectifs spécifiques tout en affrontant des ennemis contrôlés par l'IA du jeu. Les missions nécessitent souvent l'utilisation de gadgets high-tech comme des lunettes de vision nocturne ou des décodeurs de verrous électroniques de portes. Le joueur bénéficie d'une grande liberté d'approche, avec des objectifs souvent accomplissables dans un ordre non linéaire. L'infiltration joue un rôle clé : il est possible d'éliminer discrètement les ennemis ou d'utiliser des déguisements pour passer inaperçu,. Un échec (objectif manqué ou santé complètement épuisée) oblige à recommencer le niveau depuis le début.

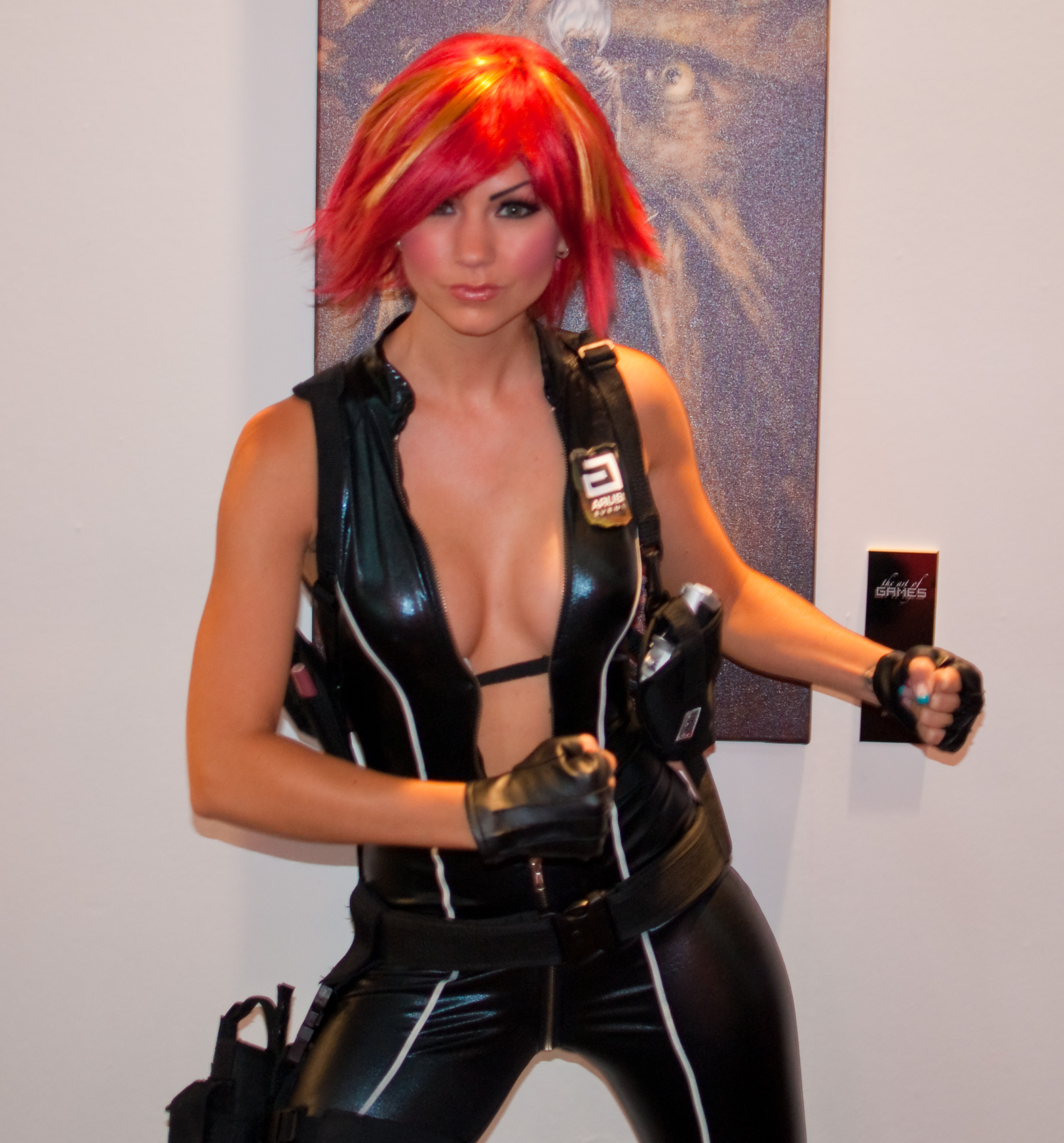
Cosplay de Joanna Dark.

Le système de difficulté fonctionne sur le même principe que GoldenEye 007, seuls les noms des modes changent. Ainsi il existe trois niveaux de difficulté distincts : Agent, Special Agent et Perfect Agent. Il y a un certain nombre de différences dans le gameplay selon le mode choisi, telles que le nombre d'objectifs à accomplir, les munitions disponibles, l'efficacité du système de « visée automatique », la résistance, la précision et les dégâts infligés de l'ennemi. En mode Perfect Agent, les gilets pare-balles procurant un bonus de protection sont absents. Quatre niveaux bonus peuvent être débloqués en terminant la campagne sur chaque niveau de difficulté et en accomplissant tous les défis du stand de tir. Certains de ces niveaux bonus permettent au joueur d'incarner un personnage différent. Si tous les niveaux ont été complétés sur la difficulté la plus élevée, un réglage supplémentaire devient disponible, permettant au joueur de personnaliser divers aspects des ennemis, comme leur santé, leur précision de tir et les dégâts qu'ils infligent. Le joueur peut débloquer des triches en terminant les niveaux dans un temps imparti.
La campagne inclut un mode coopératif, permettant à deux joueurs, ou à un joueur accompagné de jusqu'à quatre bots contrôlés par l'ordinateur, d'aborder un niveau ensemble. Si deux joueurs y participent, l'écran se divise horizontalement ou verticalement. Des options comme le tir ami peuvent être désactivées, et un seul joueur doit survivre pour terminer le niveau. Un mode Contre-Opération est également proposé, permettant à un joueur d'incarner Joanna tandis qu'un autre endosse le rôle d'un adversaire cherchant à l'arrêter. L'ennemi contrôlé par le joueur a moins de santé que Joanna, mais réapparaît sous la forme d'un autre opposant une fois vaincu. Le joueur adverse peut à tout moment prendre le contrôle d'un autre ennemi en avalant une pilule de suicide.

### Multijoueur
Perfect Dark propose un mode multijoueur dans lequel jusqu'à quatre joueurs et huit bots contrôlés par l'ordinateur peuvent s'affronter dans différentes arènes. Les joueurs commencent une partie sans arme et avec une certaine quantité de santé. Les armes et les munitions sont réparties dans l'arène à des emplacements prédéfinis. Une fois qu'un joueur est éliminé, il réapparaît sans arme ailleurs dans l'arène. L'objectif de chaque partie dépend du scénario choisi. Les scénarios vont du traditionnel match à mort, où les joueurs marquent des points en éliminant leurs adversaires, à des modes basés sur des objectifs comme « Capture du drapeau » ou « Roi de la zone ». D'autres scénarios incluent « Tenir la mallette » — où les joueurs doivent s'emparer d'une mallette et survivre le plus longtemps possible avec elle — et « Centre hacker » — un mode dans lequel les joueurs gagnent des points en piratant un système informatique à l'aide d'un dispositif de liaison de données.

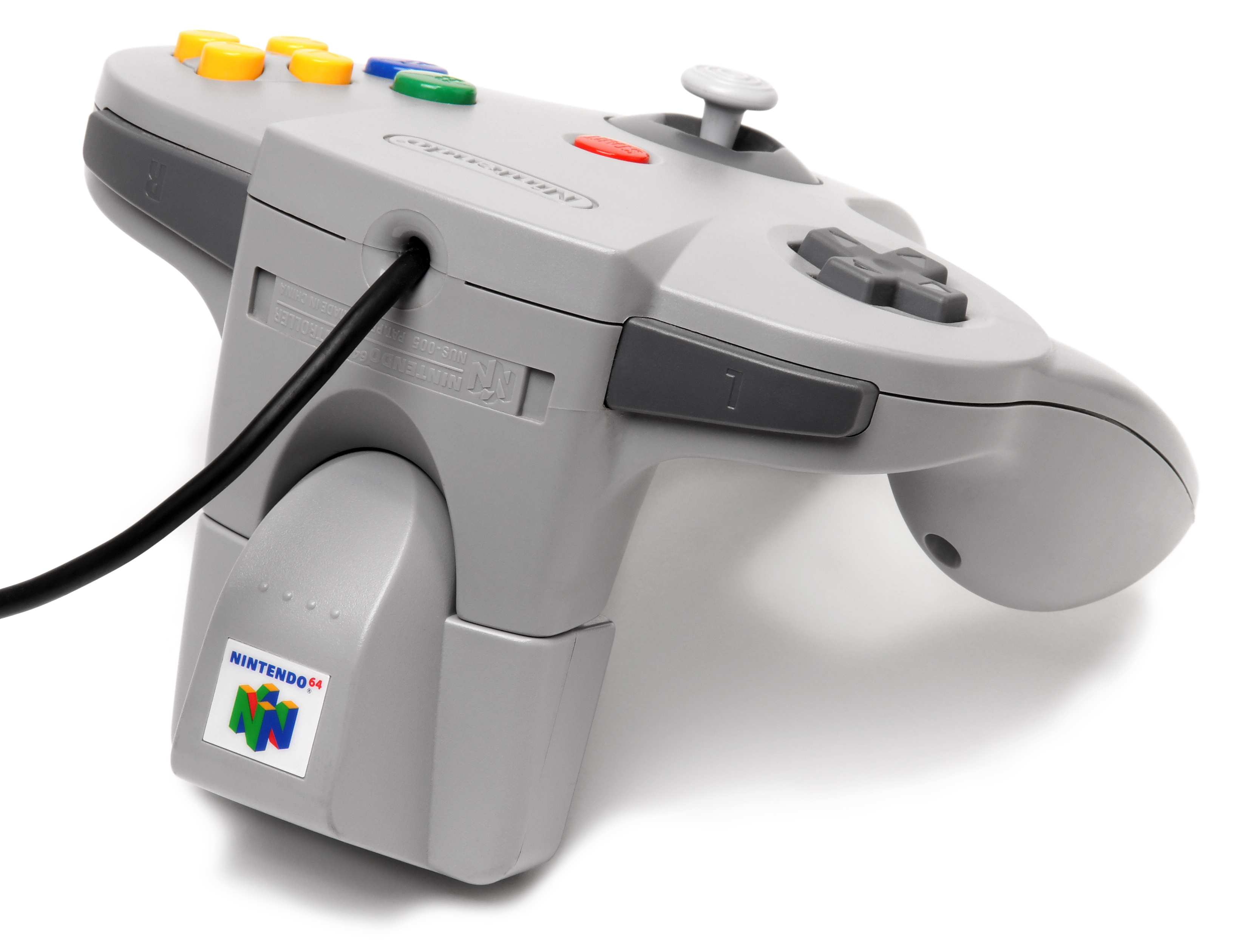
Le Rumble Pak, un accessoire de la Nintendo 64 compatible avec Perfect Dark.

Les parties multijoueur peuvent être personnalisées de manière très poussée, incluant le choix de l'arène, les conditions de victoire, ainsi que la possibilité de sélectionner les armes et objets disponibles et leur emplacement dans l'arène. Les joueurs peuvent être répartis en équipes ou s'affronter individuellement, avec option d'affichage des couleurs d'équipe. L'apparence, l'affiliation d'équipe, le niveau de compétence et les comportements prédéfinis de chaque bot contrôlé par l'ordinateur sont aussi personnalisables. Les comportements prédéfinis varient : certains bots poursuivent systématiquement le joueur avec le meilleur score, d'autres traquent exclusivement celui qui les a éliminés en dernier. Certains modes restreignent les bots aux attaques à mains nues et aux techniques de désarmement. Aux niveaux de difficulté élevés, les bots accomplissent des actions à un niveau surhumain. Les joueurs peuvent donner des ordres aux bots de leur équipe pour effectuer des tâches spécifiques, comme défendre une zone ou attaquer un adversaire désigné.
Le mode multijoueur propose 30 défis prédéfinis contre des bots, réalisables par un ou plusieurs joueurs. Ces défis couvrent différents types de jeu, configurations d'armes et dispositions de niveaux. En accomplissant ces défis, des fonctionnalités supplémentaires sont débloquées : nouvelles armes, modèles de joueurs et comportements de bots,. À la fin d'une partie, les résultats globaux s'affichent avec des statistiques individuelles sur la performance de chaque joueur. Le jeu enregistre diverses statistiques comme les dégâts infligés ou la distance parcourue, et décerne des médailles selon les performances. Les joueurs sont classés en fonction de leurs résultats ; plus la performance est bonne, plus le grade est élevé. La progression globale, les configurations multijoueur et les profils des personnages peuvent être sauvegardés sur la cartouche Nintendo 64 ou un Controller Pak. Le jeu est également compatible avec le Rumble Pak.

## Développement

### Concept et pré-production
Perfect Dark est développé par Rare et initialement dirigé par Martin Hollis en tant que successeur spirituel du jeu de tir à la première personne GoldenEye 007 réalisé par les mêmes développeurs en 1997 sur Nintendo 64,. Peu après la sortie de GoldenEye 007, Rare prévoit de travailler sur sa suite, basée sur Demain ne meurt jamais, mais c'est finalement Electronic Arts qui obtient les droits de la licence et sort le jeu en 1999 sur PlayStation. Cela ne déplaît pas à l'équipe de Rare, qui estime avoir déjà passé trop de temps dans l'univers de James Bond. Les titres de travail pour le nouveau projet incluent Covert Ops et Alien Intelligence avant que l'équipe ne se décide pour Perfect Dark. Le mot « Dark » est choisi pour refléter l'aspect sombre du jeu, centré sur le meurtre. Hollis fait un parallèle avec le titre choisi par Criterion Games pour le jeu de tir Black : « Les développeurs aiment simplement le noir, le nihilisme, les futurs dystopiques, le zéro, l'infini, les sphères, la perfection - ce genre de choses ». Le symbole de double barre oblique dans le logo du jeu s'inspire du système d'écriture japonais, tandis que la grammaire incorrecte de l'expression Perfect Dark fait en partie référence à l'affection de Hollis pour la manière dont les développeurs japonais utilisent les mots anglais dans leurs propres jeux et produits.

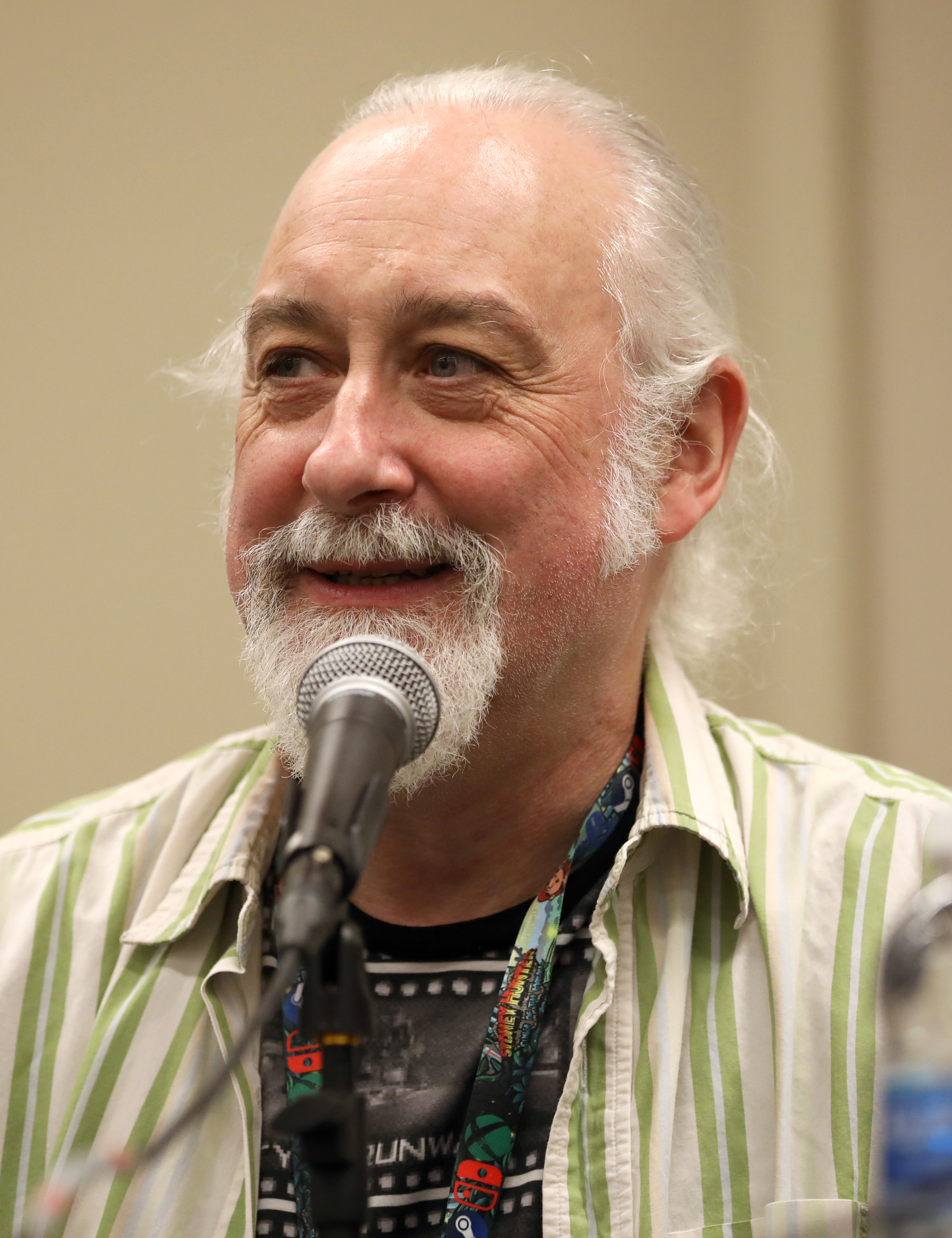
David Doak, co-concepteur de Perfect Dark.

La décision de faire d'une femme le personnage principal vient de la conviction de Hollis qu'il devrait y avoir plus de jeux mettant en vedette des femmes, surtout puisque GoldenEye 007 avait déjà pour héros un homme. Pour cela, l'équipe crée Joanna Dark, inspirée par plusieurs héroïnes fictives : Kim Kimberly du jeu d'aventure Snowball, l'espionne séductrice Agent X-27 du film éponyme, la femme fatale du film Nikita et l'agente du FBI Dana Scully dans X-Files : Aux frontières du réel,. Le nom de Joanna Dark, lui, vient de Jeanne d'Arc. Le nom de l'entreprise dataDyne dans le jeu s'inspire de Yoyodyne, tiré de la nouvelle Vente à la criée du lot 49 de Thomas Pynchon. La conception du niveau Air Force One est inspirée par le film du même nom, car c'était le seul matériel de référence dont disposait l'équipe. Dans le mode Contre-Opération, l'idée que le joueur adverse puisse prendre le contrôle d'un autre ennemi à tout moment s'inspire du film Matrix, où les agents peuvent se réincarner dans une autre personne au sein de la réalité simulée.
L’univers de science-fiction du jeu est choisi en raison de l’intérêt des développeurs pour ce genre. La série télévisée X-Files inspire l’intégration d’un alien gris et le thème d’une enquête sur des extraterrestres. D’autres influences sur l’ambiance, les thèmes et l’intrigue incluent les théories du complot ainsi que des œuvres comme le manga Ghost in the Shell, les comics Elektra, les films Blade Runner et Judge Dredd, ainsi que les écrits de l’auteur Philip K. Dick. Hollis et le concepteur David Doak sélectionnent des décors architecturaux et des environnements dystopiques de science-fiction, l’intrigue étant ensuite construite autour de ces lieux. Par exemple, le premier niveau se déroule dans un gratte-ciel que le directeur artistique Karl Hilton a toujours voulu concevoir, avec des environnements réalistes tels que des escaliers de service et une zone extérieure explorable. Bien que le jeu se déroule dans un nouvel univers fictif, il reste conçu comme un jeu d’espionnage dans la lignée de GoldenEye 007. Le désir des développeurs d’approfondir les mécaniques d’infiltration, ainsi que leur admiration pour le jeu Metal Gear Solid, mène à la création de gadgets comme le CamSpy.

### Production

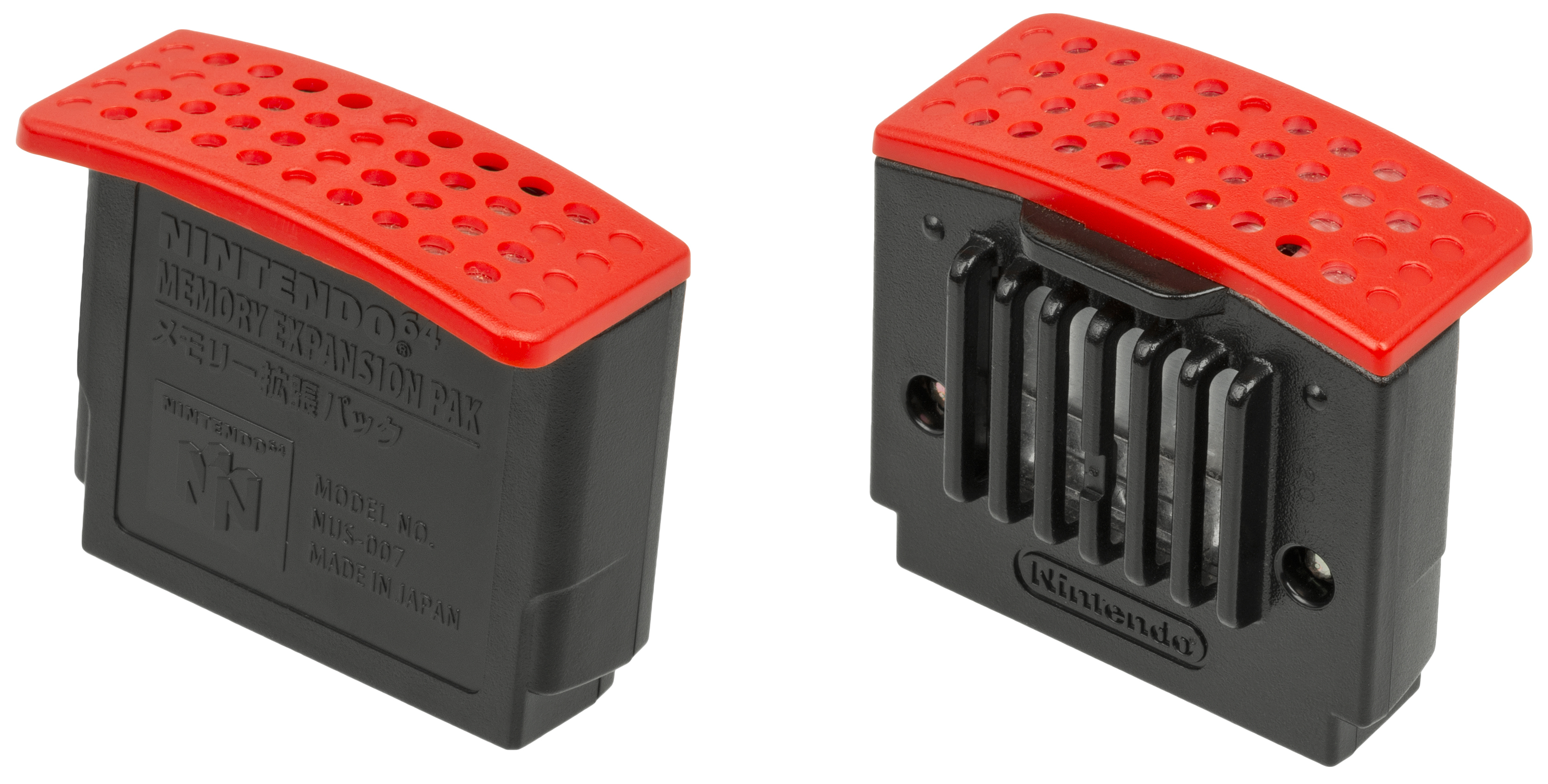
L'Expansion Pak est nécessaire pour accéder à la campagne du jeu et à la plupart des fonctionnalités multijoueur.

Lorsque la production du jeu commence, les développeurs améliorent le moteur de GoldenEye 007 en y ajoutant de nouvelles fonctionnalités comme l'éclairage en temps réel et la prise en charge d'environnements plus vastes et de textures plus nombreuses. Selon Rare, il ne reste que 30 % du moteur original, qui sert de base pour construire les niveaux et animer les personnages. Un nouveau système de mouvement est mis au point, permettant aux joueurs de tomber des bords. D'autres améliorations progressives sont apportées, notamment des effets de verre brisé plus réalistes qui permettent de tirer sur des objets comme des bouteilles de vin, ainsi que l'ajout de bots contrôlés par l'ordinateur dans les matchs multijoueurs. L'intelligence artificielle est perfectionnée pour que les ennemis puissent travailler en équipe et dégainer une arme secondaire lorsqu'ils sont désarmés,. Le jeu intègre également des cris de mort et des effets gore plus élaborés, permettant aux impacts de balle de disperser le sang des ennemis et de le faire éclabousser sur les murs et objets à proximité. Le jeu prend en charge l'affichage en format large 16/9 et la réduction de bruit audio Dolby, et inclut des voix pour tous les dialogues en jeu et dans les cinématiques,. Nintendo souhaitait initialement une actrice américaine pour doubler Joanna Dark, mais le rôle revient finalement à la compositrice Eveline Fischer. Avec plus de 45 minutes de dialogues doublés dans les cinématiques, le jeu est commercialisé dans une cartouche de 32 Mo.
À l'origine, Hollis envisage de faire de la dualité lumière/obscurité un élément central du gameplay, et le titre du jeu reflète cette intention. L'ingénieur logiciel Steve Ellis, qui avait déjà conçu l'essentiel du mode multijoueur de GoldenEye 007, implémente une lampe torche, mais cette fonctionnalité est finalement abandonnée en raison des limitations matérielles de la Nintendo 64. En 2006, Hollis reconnaît que ces ambitions étaient démesurées, affirmant : « Même aujourd'hui, on constate que les développeurs peinent à intégrer la lumière et l'obscurité comme mécaniques fondamentales de gameplay ». Le jeu propose néanmoins un système d'éclairage plus sophistiqué que son prédécesseur. Parmi les innovations notables, les joueurs peuvent éteindre les lumières en tirant dessus pour créer des zones d'ombre, les tirs et explosions illuminent dynamiquement les environnements, et différents équipements comme des lunettes à vision nocturne ou infrarouge sont disponibles.
Hollis participe à Perfect Dark durant les 14 premiers mois de son développement, qui s'étend sur près de trois ans, à cause de l'avancement du projet jugé trop insatisfaisant,. Comme il l'explique : « Chacun de nous en demandait plus que l'autre ne pouvait donner. Cette situation a conduit à mon départ, et c'est avec un profond regret que je n'ai pas pu mener Perfect Dark à son terme ». Sa décision intervient alors que son contrat de quatre ans avec Rare touche à sa fin. Il choisit de ne pas le renouveler, souhaitant poursuivre d'autres projets. Peu après son départ en septembre 1998, quatre autres membres — Doak, Hilton, Ellis et le compositeur Graeme Norgate — quittent Rare pour fonder Free Radical Design, en partie en raison de leur insatisfaction face à l'environnement de travail. Cela entraîne la perte de la moitié de l'équipe, obligeant Rare à renforcer les effectifs restants, qui finissent par devenir trois fois plus nombreux que ceux de GoldenEye 007. Le programmeur Mark Edmonds est promu chef d'équipe grâce à sa maîtrise du moteur de jeu. Bien que l'histoire et les idées initiales du jeu soient conservées, la nouvelle équipe apporte tant de contributions que le projet est perçu comme un nouveau départ. L'équipe travaille dans un environnement très libre et isolé, sans chef de production, planning, réunions, pression commerciale ou échéances strictes. Selon l'artiste Brett Jones : « Les gens faisaient simplement ce qu'ils trouvaient cool et fonctionnel ».

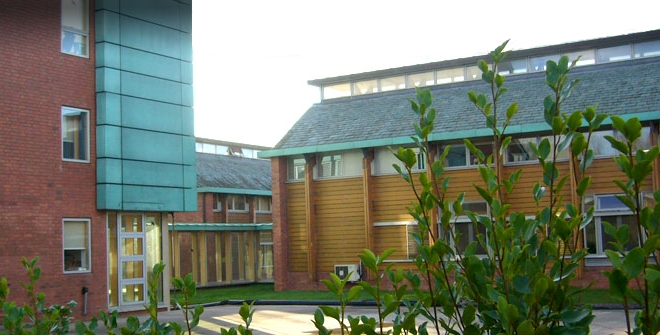
Siège social et bureaux de Rare, à partir de 1999.

Au printemps 1999, Rare déménage son siège social d'une ferme rurale de Twycross, dans le Leicestershire, vers son complexe de bureaux modernes de plusieurs millions de livres sterling, toujours en usage deux décennies plus tard,. Bien que les deux sites ne soient qu'à quelques minutes l'un de l'autre, ce déménagement cause quelques perturbations mineures pour certains membres de l'équipe. Rare installe un studio de capture de mouvement interne, utilisé pour enregistrer les animations de coups et les cycles de marche complets des personnages. Le concepteur de jeu Duncan Botwood porte même des talons hauts pour interpréter Joanna Dark lors de certaines sessions, bien que la plupart de ses mouvements soient capturés à partir de l'artiste Laurie Sage. De nombreux ennemis du jeu sont directement inspirés des membres de l'équipe de développement, qui effectuent eux-mêmes les captures de mouvement nécessaires à leur animation. L'équipe intègre de nombreux secrets pour encourager l'exploration des joueurs, dont un morceau de fromage caché dans chaque niveau. Le jeu contient également deux mots de passe secrets : l'un obtenu en ramassant un collier dans un niveau, l'autre en atteignant le rang le plus élevé dans le mode multijoueur. À l'origine, Rare avait prévu d'utiliser ces détails pour accéder à des sections protégées par mot de passe sur des sites promotionnels et les intégrer dans un jeu en réalité alternée.
Alors que les développeurs continuent d'ajouter des fonctionnalités, le jeu finit par saturer toute la mémoire supplémentaire des consoles de débug et devient trop volumineux pour tenir dans les 4 Mo de RAM standard de la Nintendo 64. Ne parvenant pas à l'optimiser suffisamment, ils ont recours à l'Expansion Pak, qui augmente la RAM de la console de 4 à 8 Mo. Bien que l'Expansion Pak soit nécessaire pour accéder à la campagne et à la plupart des fonctionnalités multijoueurs, un sous-ensemble limité d'options de match à mort reste disponible sans le périphérique - environ 35 % du jeu est jouable sans Expansion Pak, comme indiqué dans le manuel d'instructions. L'Expansion Pak permet également d'activer optionnellement un mode haute résolution en 480i,. L'implémentation du mode Contre-Opération s'avère particulièrement complexe et entraîne un retard dans le développement du jeu. La nature itérative du développement amène Hollis à décrire le nombre final d'options multijoueurs comme « un vaste éventail de fonctionnalités que je n'avais jamais prévues ».

### Contenu supprimé
Une fonctionnalité, appelée « Perfect Head », permettant aux joueurs d'afficher une photo de leur choix sur le visage de leur personnage multijoueur, est finalement retirée du jeu,. Ce système aurait permis de capturer des images via la Game Boy Camera, puis de les transférer directement dans le jeu à l'aide d'un Transfer Pak pour Nintendo 64. Les photos auraient pu être recadrées ou modifiées avec un éditeur intégré avant d'être appliquées sur la tête polygonale d'un personnage multijoueur. Elles auraient également pu être sauvegardées sur la cartouche du jeu ou un Controller Pak pour être partagées entre différentes parties. Bien que Ken Lobb, le producteur chez Nintendo travaillant avec Rare, ait initialement évoqué des difficultés techniques comme motif de l'abandon de cette fonctionnalité, la véritable raison concerne la question sensible de la possibilité pour les joueurs d'attaquer des images de personnes réelles. La décision de Rare intervient dans un contexte marqué par des événements violents comme la fusillade du lycée Columbine, alors que de nouvelles lois sur la censure étaient introduites aux États-Unis.

### Musique
La bande originale est principalement composée par Grant Kirkhope, qui remplace Graeme Norgate après son départ. Écrire de la musique de science-fiction est une expérience nouvelle pour Kirkhope, qui travaillait surtout sur Banjo-Kazooie à l'époque. S'il s'inspire de Blade Runner et du sifflement du thème de X-Files, il réutilise une grande partie des échantillons sonores créés par Norgate, en particulier ses bruits de science-fiction étranges. L'une des rares contributions de Norgate à la bande-son finale de Perfect Dark est le thème du premier niveau. Un troisième compositeur, David Clynick, compose les séquences cinématiques pendant que Kirkhope travaille sur Donkey Kong 64 et Banjo-Tooie.

## Commercialisation
Une suite du jeu à succès GoldenEye 007 est annoncée dès le milieu de l'année 1998 à l'occasion de l'E3 comme l'un des jeux phares de Nintendo,. Initialement prévu pour l'été 1999 puis reporté à décembre 1999,,, le jeu fait l'objet d'une intense campagne médiatique dans la presse spécialisée. Le Nintendo Official Magazine prophétise même qu'il devrait être le meilleur jeu de tir du siècle. Une version préliminaire est dévoilée à l'European Computer Trade Show en septembre 1998. N64 Magazine décrit ce premier aperçu comme démontrant « un souci du détail qui faisait saliver tous ceux qui l'ont vue ». Une version plus aboutie est présentée à l'E3 de mai 1999, où est annoncée la compatibilité avec la Game Boy Camera, puis au Nintendo Space World en août 1999 aux côtés des autres productions Rare Donkey Kong 64 et Jet Force Gemini. À l'approche de la sortie, Rare lance un site web dédié à la société fictive dataDyne pour immerger les joueurs dans l'univers du jeu,. Le titre bénéficie d'un budget marketing de 10 millions de dollars, témoignant des ambitions de Nintendo et Rare pour ce jeu très attendu.

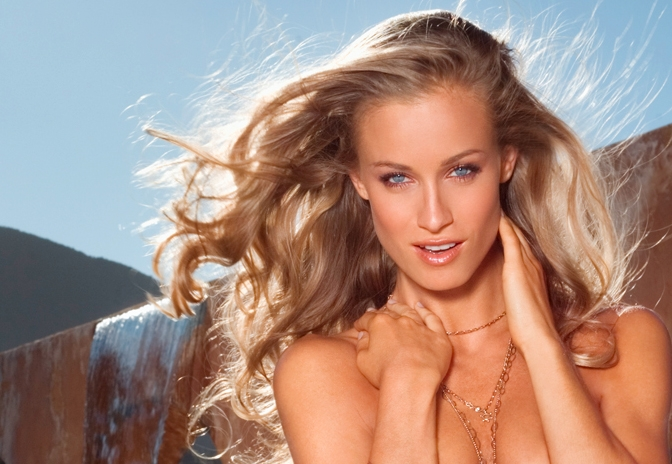
Michele Merkin, mannequin incarnant Joanna Dark dans des publicités.

Perfect Dark sort d'abord en Amérique du Nord le 22 mai 2000. Nintendo organise plusieurs coups publicitaires, notamment en engageant le mannequin Michele Merkin pour incarner Joanna Dark dans des publicités et promotions en magasin,,. Le jeu reçoit la classification Mature (17+) de l'ESRB pour son contenu violent et son langage cru, ce qui crée une certaine controverse étant donné la réputation de Nintendo pour ses jeux familiaux. La version européenne suit le 30 juin 2000. Pour compléter l'expérience, Rare sort peu après une version sur Game Boy Color, également intitulée Perfect Dark. Ce jeu portable propose un mode de compatibilité permettant de débloquer certains codes secrets de la version Nintendo 64 via le Transfer Pak. Le Japon doit quant à lui attendre le 21 octobre 2000 pour découvrir le jeu.
Perfect Dark arbore une jaquette différente pour chaque région. Kev Bayliss, directeur artistique chez Rare et créateur des visuels nord-américain et européen, conçoit la version américaine en une seule journée pour répondre à l'urgence. Il développe ensuite un modèle plus abouti de Joanna Dark pour la version européenne et l'ensemble du matériel promotionnel. Pour le marché japonais, Nintendo demande une illustration totalement distincte. L'éditeur envisage d'abord de rebaptiser le jeu Aka to Kuro (赤と黒, litt. Rouge et Noir), le titre original Perfect Dark se traduisant mal en japonais, tandis que Aka to Kuro offrait une connotation suffisamment percutante. Finalement, le jeu sort sous un titre translittéré, conservant ainsi son nom original.

## Accueil

### Accueil critique
Perfect Dark reçoit un accueil critique enthousiaste de la part de la presse spécialisée. Ses graphismes, son intelligence artificielle et son large éventail d'options multijoueurs sont particulièrement salués,,,. GameSpot affirme que le jeu est inégalé parmi les FPS sur console, tandis que Matt Casamassina d'IGN souligne que ses fonctionnalités étendues le distinguent clairement de la concurrence. De son côté, N64 Magazine décrit Perfect Dark comme « vertigineusement énorme », estimant qu'il « reprend tout ce qui faisait le succès durable de son prédécesseur pour le faire en plus grand, en mieux et plus fréquemment ». Edge conclut que si le jeu ne parvient pas à être aussi révolutionnaire que GoldenEye 007, il perfectionne néanmoins son « gameplay phénoménal tout en développant massivement ses composantes multijoueurs ». Les rédacteurs de Nintendo Power qualifient le titre d'« indéniablement une œuvre d'art », soulignant son suspense et le jugeant « plus captivant que la plupart des films d'action et bien plus profond que n'importe quel jeu vidéo du même genre ».
Les critiques saluent les graphismes pour leur éclairage dynamique, leur géométrie complexe, leurs textures variées et leurs animations fluides,,,. IGN remarque que les niveaux sont plus détaillés que dans GoldenEye 007, et que les modèles de personnages et les armes bénéficient d'une animation soignée. GameRevolution souligne le style semi-réaliste du jeu, estimant qu'il « renforce la profondeur et l'addictivité de l'expérience ». Les cinématiques doublées, les effets sonores et la bande originale — décrite comme un mélange entre la bande originale de Blade Runner par Vangelis et celle de GoldenEye 007 — sont cités comme des éléments qui donnent vie au jeu,,,. The Electric Playground loue Rare pour avoir réussi à intégrer une telle expérience sonore dans l'espace limité d'une cartouche Nintendo 64. Les quatre critiques du magazine japonais Famitsu relèvent que les visuels peuvent provoquer des nausées et paraissent inférieurs à ceux des consoles de nouvelle génération. Leur conclusion recommande toutefois le jeu aux fans du genre.
Le gameplay est salué pour son intelligence artificielle exigeante et sa variété de niveaux,,. Les ennemis impressionnent par leurs tactiques d'escouade, leur capacité à attendre le joueur plutôt que de le poursuivre aveuglément, et leurs mouvements de couverture comme se baisser derrière un angle. Comme dans GoldenEye 007, la non-linéarité des objectifs de mission est soulignée comme un point fort, offrant aux joueurs une grande liberté d'approche. Le mode multijoueur est considéré comme le point d'orgue du jeu. Les critiques relèvent que la flexibilité des options, la diversité des modes de jeu, les fonctionnalités à débloquer et les bots personnalisables confèrent au jeu une longévité exceptionnelle,,,,. GamePro qualifie le mode Contre-Opération de « l'un des meilleurs modes multijoueurs jamais créés », soulignant que le joueur incarnant Joanna ne sait jamais quel ennemi est contrôlé par son adversaire.
La fluidité inconstante du jeu fait l'objet de vives critiques,,,,. Steven Poole, auteur de Trigger Happy, déplore que « la résolution temporelle inadéquate - résultat d'un choix discutable privilégiant le détail visuel au détriment du taux de rafraîchissement - rende le jeu injouable aux niveaux de difficulté élevés ». Les rédacteurs d'IGN constatent que le jeu peut saccader dans les vastes zones ou lors des scènes surpeuplées, mais avouent être trop absorbés par le jeu pour s'en apercevoir, ou prêts à lui pardonner ce défaut. Poole fustige par ailleurs le « fétichisme sci-fi paresseux » de la conception de Joanna Dark, qu'il qualifie de « tentative éhontée et vouée à l'échec de voler la vedette à Lara Croft ». Selon lui, ce personnage illustre les difficultés à concevoir les protagonistes de FPS, un écueil que GoldenEye 007 avait évité en utilisant le personnage déjà célèbre de James Bond.

### Ventes
Selon le système de suivi des ventes de jeux NPD, Perfect Dark devient le deuxième jeu le plus vendu en mai 2000 en Amérique du Nord, derrière Pokémon Trading Card Game. Au Japon, le lancement atteint 35 000 unités vendues dès la première semaine. Grâce à son succès, Perfect Dark intègre la sélection « Choix des Joueurs » de Nintendo le 21 décembre 2000. Le jeu se maintient durant les fêtes de fin d'année, atteignant la 23e place du classement tous formats pour la semaine du 24 décembre 2000. En mars 2003, les ventes s'élèvent à près de 1,3 million d'exemplaires aux États-Unis et 77 000 au Japon. Ce chiffre atteint 1,5 million aux États-Unis en décembre 2007. Dans une interview accordée à Eurogamer en 2011, le concepteur Chris Tilston révèle que les ventes totales du jeu s'élèvent à 3,2 millions, sans préciser si ce chiffre inclut les exemplaires expédiés aux revendeurs.

### Distinctions
Pour son travail, Rare est récompensé d'un BAFTA Award en 2000 et du Golden Satellite Award du meilleur produit interactif en 2001. Lors de leurs prix Best and Worst of 2000, les rédacteurs de GameSpot décernent à Perfect Dark les titres de « Meilleur jeu Nintendo 64 » et « Meilleur jeu de tir »,. Ils le nomment également dans la catégorie « Meilleur jeu multijoueur ».

## Postérité

### Suites
Un autre jeu intitulé Perfect Dark sort en septembre 2000 sur Game Boy Color, peu après la sortie du jeu Nintendo 64. Le jeu suit une autre trame où Joanna doit cette fois parvenir à démanteler un réseau de fabrication illégal de cyborgs. Le gameplay est également sensiblement différent avec une vue de dessus remplaçant la vue à la troisième personne. Il y a quelques améliorations comme, par exemple, les cinématiques contenant des morceaux de paroles et un dispositif « vibrant » (similaire au Rumble Pak de la Nintendo 64) intégré à la cartouche.
Aussi, après la sortie de Perfect Dark, Rare prévoit de développer un jeu « sœur », intitulé Velvet Dark, destiné à la Nintendo 64 ou à sa successeure, la GameCube. Cependant, le projet ne dépasse pas le stade de la préproduction et est finalement abandonné,. Le nom Velvet Dark fait référence à la prétendue sœur de Joanna Dark, qui aurait dû en être l’héroïne,.
Après le rachat de Rare par Microsoft en 2002, le studio sort une préquelle, Perfect Dark Zero, comme titre de lancement de la Xbox 360 en 2005. Il s'agit toujours d'un jeu de tir à la première personne où Joanna Dark doit compléter des objectifs spécifiques. Le mode multijoueur permet d'introduire encore plus de bots, grâce à la puissance fournie par la Xbox 360, et la possibilité de jouer en ligne. Bien que le jeu reçoive des critiques généralement positives, certains médias estiment qu’il ne répond pas à leurs attentes,.
En 2010, Perfect Dark ressort sur Xbox Live Arcade en version rehaussée et HD. Cette édition propose une fluidité améliorée, des graphismes optimisés, l'ajout de succès, et un mode multijoueur en ligne (en plus du mode local en écran partagé). Le jeu est développé par 4J Studios, le studio ayant précédemment réalisé les adaptations Xbox 360 des jeux de plateforme Banjo-Kazooie et Banjo-Tooie de Rare. Le jeu reçoit des critiques généralement favorables dans la presse spécialisée. Certains critiques jugent son gameplay inchangé quelque peu dépassé, mais la majorité salue une solide résurrection d’un classique,.

### Héritage
Perfect Dark est le dernier grand jeu de tir à la première personne de la Nintendo 64, sorti alors que la console arrivait en fin de vie, Nintendo exposant sa nouvelle console, la GameCube, au Space World de 2000. Le jeu est aussi le dernier à avoir exploité le moteur de jeu de GoldenEye 007. 20 mois avant la sortie de Perfect Dark, une partie de l'équipe de développement quitte Rareware pour former Free Radical Design. Cette nouvelle entreprise sort le jeu TimeSplitters pour PlayStation 2 en octobre 2000, un autre jeu de tir à la première personne basé sur un moteur de jeu entièrement nouveau. Timesplitters et sa suite TimeSplitters 2 empruntent de nombreuses caractéristiques de GoldenEye 007 et de Perfect Dark, comme le système de visée, l'organisation des objectifs de mission ou encore des options débloquables en terminant rapidement les niveaux,.
Malgré des ventes satisfaisantes, Perfect Dark n'a pas atteint les huit millions d'exemplaires de son prédécesseur et Joanna Dark n'a pas eu la même influence culturelle que d'autres héroïnes de jeu vidéo comme Lara Croft. Cependant, l'univers du jeu continue d'être développé avec la sortie d'un roman, Perfect Dark: Initial Vector de Greg Rucka. L'histoire se situe entre Perfect Dark Zero et Perfect Dark et montre Joanna comme une ancienne chasseuse de prime prise dans la bataille entre l'Insitut Carrington et dataDyne. Un deuxième roman, intitulé Perfect Dark: Second Front, sort en 2007. L'histoire suit Joanna qui infiltre un groupe terroriste nommé Second Front. Alors qu'elle tente de déjouer leurs plans, elle découvre des complots plus vastes impliquant des conspirations mondiales et des trahisons.
Dans une analyse rétrospective, Edge reconnaît que la fréquence d’images et d’autres éléments désuets du jeu le rendent « quasiment injouable ». Le magazine souligne que l’ambition derrière les armes et les IA, « conçues pour les possibilités plutôt que pour l’équilibre », constitue à la fois l’un des aspects les plus intéressants de Perfect Dark et la source de son principal défaut : « Un peu de retenue […] en aurait fait une expérience plus maîtrisée, aurait amélioré les problèmes de fluidité et supprimé presque tout le fun ». Il conclut qu’en 2009, bien que Perfect Dark ne tienne plus comme un bon jeu à jouer, « sa richesse en idées et en provocations […] reste intacte ». En 2015, Den of Geek considère Perfect Dark comme « un jeu qui a fait plus pour le genre du FPS qu’on ne le crédite souvent », ajoutant qu’il reste en avance sur son temps car aucun autre titre n’a su réinventer ses concepts.
Avec un score de 97/100, Perfect Dark demeure en 2020 le jeu de Rare le mieux noté sur Metacritic. De plus, le titre est régulièrement cité parmi les meilleurs jeux vidéo de tous les temps. En 2001, Electronic Gaming Monthly le classe 65e dans son Top 100 des jeux les plus marquants, tandis que Nintendo Power l’inclut dans son Top 200 des jeux Nintendo en 2006. En 2007, IGN le place 86e dans son classement des 100 meilleurs jeux, soulignant que « Perfect Dark a repris tout ce qui rendait GoldenEye génial, en y ajoutant encore plus ». Edge, dans son Top 100 des meilleurs jeux (établi par des lecteurs, son équipe et des professionnels), le positionne à la 28e place, estimant qu'il clôt l'ère Nintendo 64 de manière magistrale[source insuffisante]. Enfin, en 2009, Official Nintendo Magazine le classe 37e dans sa liste des 100 meilleurs jeux Nintendo.
Depuis sa sortie, le jeu cultive une communauté de joueurs d’élite qui s’efforcent d’optimiser leurs temps de parcours (speedrun) et de battre des records du monde. Ces records, gérés par un site dédié, reposent sur l’exploitation de micro-imperfections de gameplay,.
En 2022, un fan nommé Ryan Dwyer parvient à décompiler intégralement la ROM originale en code C, permettant des portages non officiels sur diverses plateformes. Une version PC non officielle voit ainsi le jour en 2023.